# Saint-Juvin
Saint-Juvin – miejscowość i gmina we Francji, w regionie Grand Est, w departamencie Ardeny.
Według danych na rok 1990 gminę zamieszkiwało 121 osób, a gęstość zaludnienia wynosiła 13 osób/km².

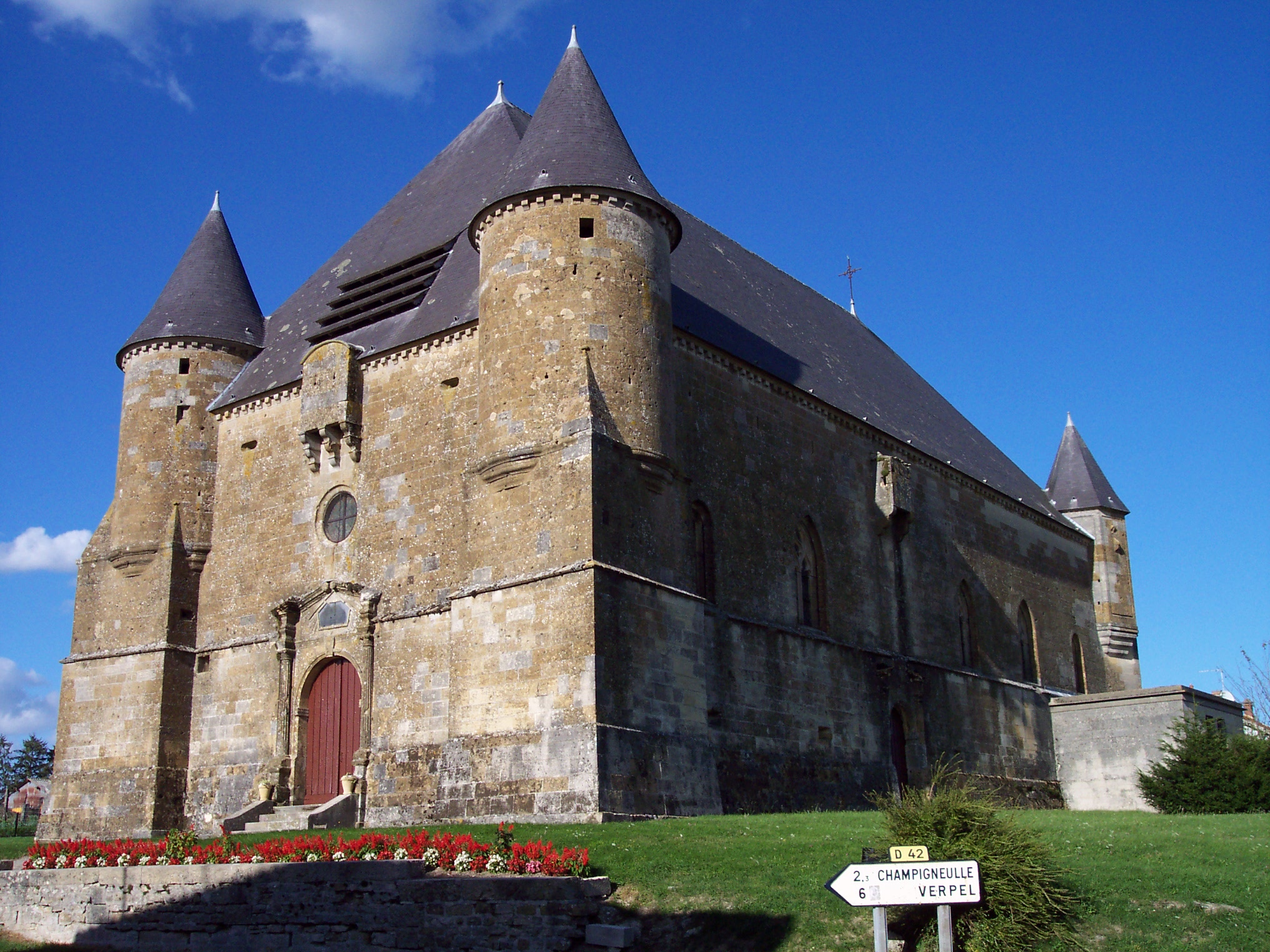
Kościół w Saint-Juvin, 2004